# Alte Synagoge (Bonyhád)

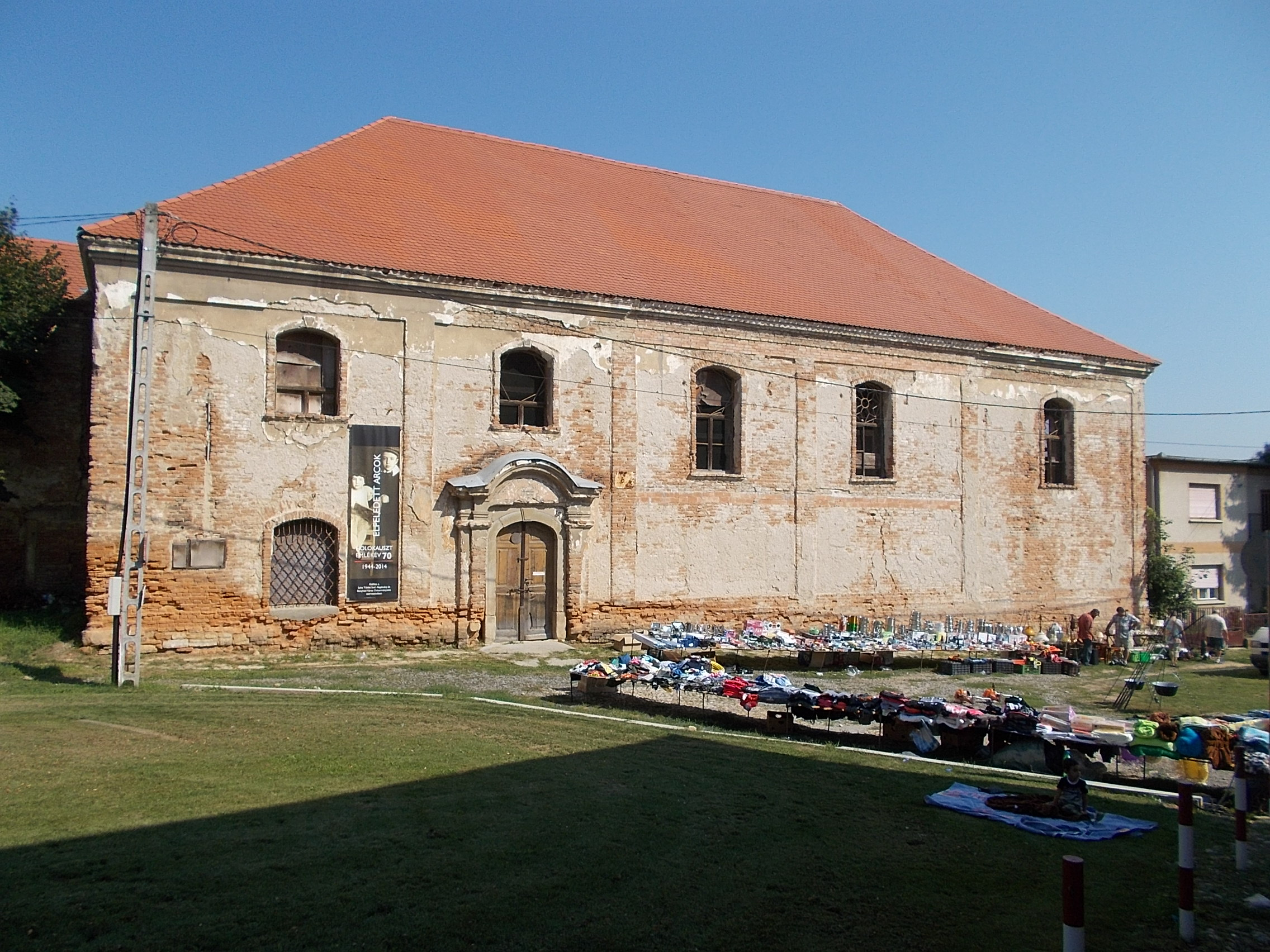
Synagoge in 2016

Die Alte Synagoge in Bonyhád, einer ungarischen Stadt im Komitat Tolna wurde 1795 erbaut. Sie ist auch als Neologe Synagoge bekannt.

## Geschichte
In 1794 zerstörte ein Feuer das jüdische Viertel und auch die Synagoge von Bonyhád. Eine neue Synagoge wurde 1796 (oder bereits 1795) wieder eingeweiht. Die jüdische Gemeinde spaltete sich 1868 in einen neologen (reformerischen) und in einen orthodoxen Zweig auf. Die Synagoge gehörte den Neologen; die Orthodoxen erbauten 1924 eine eigene Synagoge. Im 18. Jahrhundert wurden mehrere Umbauten durchgeführt. Nach 1945 wurde das Gebäude zeitweilig als Lagerhaus genutzt; in den letzten Jahren wurde das Innere in Ordnung gebracht und für eine Ausstellung über das Judentum in Bonyhád genutzt.
Auch wenn das Gebäude noch intakt ist, ist es doch in einem renovierungsbedürftigen Zustand.

## Architektur

### Äußeres
Die Synagoge ist im Barockstil erbaut und wird von einem Walmdach bedeckt. Die (längeren) Süd- und Nordseiten sind durch Pilaster strukturiert. Im östlichen Teil sind je drei hohe Fenster, zum Westen hin schließt sich daran die Eingangstür zum Vestibül und zusätzlichen Räumen an; darüber ist ein kleineres Fenster und daran anschließend sind zwei weitere kleinere Fenster für die zwei Stockwerke in diesem Gebäudeteil. Im Westen ist ein 1895 gebauter großer, rechteckiger Turm mit dem Treppenhaus zur Frauenempore.

### Inneres
Der Hauptraum (der Gebetsraum der Männer) ist hoch und einstöckig; dagegen befindet sich über dem Vestibül noch ein zweites Stockwerk mit der Frauenempore. Seit Umbauten Mitte des 18. Jahrhunderts ragt diese weit in die Haupthalle hinein und ist nahezu so groß wie der Teil der Haupthalle, der nach oben offen ist.
Die Bima in dessen Mitte wird von vier Säulen umgeben, die die Decke stützen.
Damit ähnelt das Design den Neun-Felder-Synagogen, die seit dem 17. Jahrhundert in Galizien in der Großen Maharscha-Synagoge in Ostroh und der Großen Vorstadt-Synagoge in Lemberg zur Ausführung kamen. Bei diesen teilen die Säulen allerdings das Gewölbe in neun gleich große Felder. Dagegen stehen in Bonyhád die Säulen eng zusammen, sodass das mittlere Feld ein kleineres Quadrat ist, die vier äußeren Felder eine größere quadratische Form haben und die vier mittleren Felder länglich sind.
Auf der Frauenempore stützen als bauliche Besonderheit ebenfalls vier ähnliche (niedrigere) Säulen die Decke ab.
Der steinerne Toraschrein an der Ostwand wird von zwei Säulen eingerahmt; rechts und links davon befinden sich zwei hohe Fenster.